# Grupo de Apoyo de Fuerzas Especiales

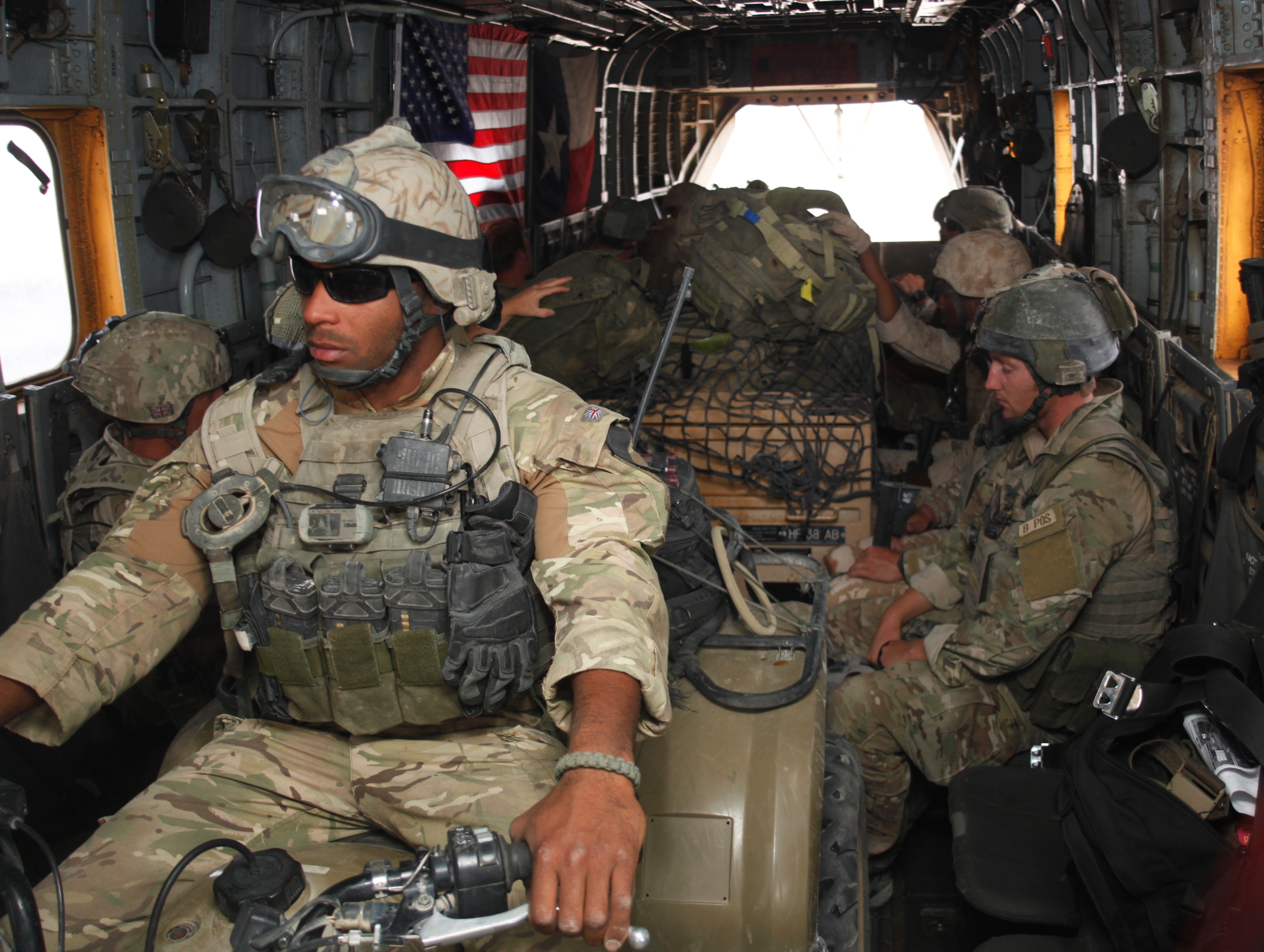
SOLDADOS A BORDO DE UNA NAVE MIENTRAS ESTÁN EN LA FORMACIÓN DE LAS DOS UNIDADES DE ESTE BATALLÓN

El Grupo de Apoyo a las Fuerzas Especiales –en inglés: Special Forces Support Group (SFSG)– es una unidad de fuerzas especiales perteneciente a las Fuerzas Armadas Británicas.
Formada el 3 de abril de 2006 para dar apoyo al Special Air Service y al Special Boat Service, es la unidad más joven de las Fuerzas Especiales del Reino Unido (UKSF).
Está compuesto por cuatro compañías de ataque y una compañía de apoyo, con una unidad especial NRBQ.

## Historia
El 16 de diciembre de 2004, el ministro de Defensa británico anunció la formación de dos unidades nuevas que prestarían apoyo a las fuerzas especiales británicas, el Special Reconnaissance Regiment (SRR), operativo a partir de abril de 2005 y el Grupo de Apoyo de Fuerzas Especiales.
En un primer momento, su integrantes fueron reclutados principalmente del 1st Battalion, Parachute Regiment (1 PARA) y con personal de los Marines Reales y del Regimiento de la Real Fuerza Aérea.